# H̦
Cette page contient des caractères spéciaux ou non latins. S’ils s’affichent mal (▯, ?, etc.), consultez la page d’aide Unicode.
H̦ (minuscule : h̦), appelé H virgule souscrite, est un graphème utilisé dans l’écriture du lutsi et dans la romanisation ISO 9 pour translittérer le kha cramponné ‹ Ҳ ҳ ›.
Il s'agit de la lettre H diacritée d'une virgule souscrite.

## Utilisation
Dans l’ISO 9:1995, le h virgule souscrit ‹ h̦ › (ou le h cédille ‹ ḩ ›) est utilisé pour translittérer le kha cramponné ‹ ҳ ›.
Le H virgule souscrite ‹ H̦, h̦ › est utilisé dans l’orthographe lutsi proposée par Uldis Balodis à partir des années 2010, pour représenter une consonne fricative vélaire sourde palatalisée [ xʲ],.

## Représentations informatiques
Le H virgule souscrite peut être représenté avec les caractères Unicode suivant :
- décomposé (latin de base, diacritiques) :

| formes    | représentations | chaînes de caractères | points de code | descriptions                                            |
| --------- | --------------- | --------------------- | -------------- | ------------------------------------------------------- |
| majuscule | H̦               | H◌̦                    | U+0048 U+0326  | lettre majuscule latine h diacritique virgule souscrite |
| minuscule | h̦               | h◌̦                    | U+0068 U+0326  | lettre minuscule latine h diacritique virgule souscrite |